# 天津德国俱乐部
天津德国俱乐部又名德国球房、德国总会、德国会馆或康科迪亚俱乐部（Club Concordia），曾是二十世纪初德国政客、侨民在天津的政治、社交和文娱活动中心。位于当时的天津德租界的威廉街与罗尔沙伊特街交口（今河西区解放南路与蚌埠道交口，现解放南路273号），该建筑目前是天津市文物保护单位和特殊保护等级历史风貌建筑。

## 历史

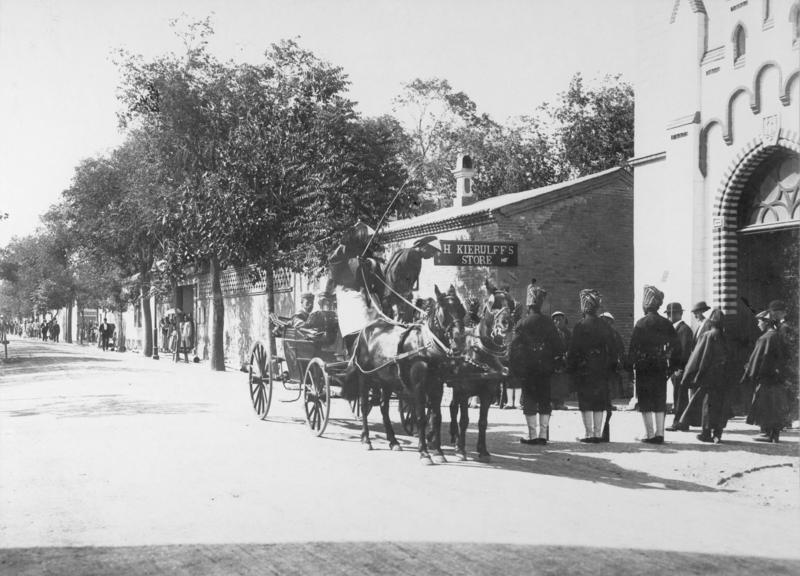
1898年，德国海因里希亲王来天津期间下榻在老德国俱乐部

天津德国俱乐部原位于天津英租界维多利亚道173号，原戈登堂对面。1907年搬至天津德租界威廉街与罗尔沙伊特街交口的新址。2010年，天津德国俱乐部原址被拆除。
天津德国俱乐部新址于1905年5月动工，总造价为15万两白银。是由天津德租界工部局规划处的德国建筑设计师罗克格（Curt Rothkegel）和鲁斯·凯甘设计、由广包公司（Baufirma F. H. Schmidt，即汉堡阿尔托纳区F.H.施密特公司）施工。当年在俱乐部内设有餐厅、酒吧、台球室、纸牌室、图书室、剧场、保龄球场、网球场、露天旱冰场等多种功能设施。清光绪三十三年，（1907年7月）大楼竣工，在建成后的揭幕仪式上，德国侨民在大楼二层的礼堂里演出了普契尼的著名歌剧《图兰朵》。1917年，中华民国政府对德国宣战，并宣布收回天津德租界。第一次世界大战德国战败后，在天津的德国侨民被遣送回国，德国俱乐部从而宣告结束。后来，俄国人承租德国俱乐部房产并改组为大赌场。1921年5月，中德两国恢复邦交，恢复后的德国俱乐部又成为德国侨民的活动中心。
1945年5月德国在第二次世界大战中战败，德国俱乐部再度宣告结束。1945年9月，中华民国政府将此处房屋拨给美国红十字会使用，成为“美国海军俱乐部”。1947年6月，美军从天津撤退，又为天津市政府临时参议会使用。 1949年1月，中国共产党解放天津后，该建筑的房屋设备等财产由天津市人民政府接收。先是天津市人民政府交际处在此办公，1952年，该建筑拨给各界人民代表会议协商委员会使用。1959年，被作为中国人民政治协商会议天津市委员会的办公楼。
1989年，天津市政协机关迁出，该建筑改建为天津市政协俱乐部，并使用至今。

## 建筑
天津德国俱乐部占地6330平方米，建筑面积为3562平方米。属于新罗马风式建筑风格，在造型和装饰上具有显著的日耳曼传统色彩。为3层砖木混合结构坡顶楼房（带地下室），屋顶装饰有牛舌瓦，外立面铺设瓦垄铁，另设有阁楼和“老虎窗”，使建筑外形凸显雄壮、刚毅。建筑入口处有石砌半圆连拱券廊并用成束的短柱子支撑，一层窗台至室外地坪以及门窗券皆用天然石料砌筑。楼内大厅和过道都以半圆券和椭圆形券承重，楼梯德立柱和栏杆均饰以精美的雕刻，门窗造型多采用拱形元素。
俱乐部首层为酒吧、台球房和阅览室；二楼为设有舞台的剧场式餐厅，二楼走廊墙壁刻有解释“康科迪亚”含义的拉丁文：“同心同德则盛，离心离德则衰”，用中国的古训教育参会的德国人；三楼为厨房；地下室为浴室。另外，建筑北边设有的两个塔楼和南边的一个圆形塔楼遥相呼应，具有罗马风特色，这些都是德国国王威廉二世所钟爱的新罗马风建筑风格。
1976年，唐山大地震时使房屋受到严重损坏，重修时在结构及造型上多有改变，窄高的连拱窗改成了宽的方形窗，有特色的圆形塔楼也被拆毁。